# Huas identitet
Inom algebra är Huas identitet en identitet som säger att för godtyckliga element a, b av en skevkropp gäller
{\displaystyle a-(a^{-1}+(b^{-1}-a)^{-1})^{-1}=aba}
bara {\displaystyle ab\neq 0,1}. Genom att ersätta {\displaystyle b} med {\displaystyle -b^{-1}} får man den ekvivalenta formen
{\displaystyle (a+ab^{-1}a)^{-1}+(a+b)^{-1}=a^{-1}.}
En viktig användning av identiteten är i beviset av Huas sats. Satsen säger att om {\displaystyle \sigma :K\to L} är en funktion mellan skevkroppar och om {\displaystyle \sigma } satisfierar
{\displaystyle \sigma (a+b)=\sigma (a)+\sigma (b),\quad \sigma (1)=1,\quad \sigma (a^{-1})=\sigma (a)^{-1},}
är {\displaystyle \sigma } antingen en homomorfi eller en antihomomorfi. 

## Bevis
{\displaystyle (a-aba)(a^{-1}+(b^{-1}-a)^{-1})=ab(b^{-1}-a)(a^{-1}+(b^{-1}-a)^{-1})=1.}